# O Carballiño (járás)
O Carballiño egy comarca (járás) Spanyolország Galicia autonóm közösségében, Ourense tartományban. Székhelye O Carballiño.

## Települések
A székhely neve félkövérrel szerepel.
- San Amaro
- Beariz
- Boborás
- O Carballiño
- San Cristovo de Cea
- O Irixo
- Maside
- Piñor
- Punxín